# Canton de Longtou
Le canton de Longtou  (chinois simplifié : 龙头乡 ; chinois traditionnel : 龍頭鄉 ; pinyin : Lóngtóu Xiāng; Zhuang : Lungzdouz Yiengh) est un district administratif de la région autonome Zhuang du Guangxi en Chine. Il est placé sous la juridiction de la Xian de Fusui.

## Démographie
La population du district était de 32 000 habitants en 2011.

## Subdivisions administratives
Le canton de Longtou exerce sa juridiction sur deux subdivisions - une communauté résidentielle et huit villages.
Communauté résidentielle：
- Longtou(龙头社区)

Villages:
- Tengguang(滕广村), Jiuzhuang(旧庄村), Fengzhuang(凤庄村), Xiaohan( 肖汉村), Natang(那塘村), Tanlong(坛龙村), Nagui(那贵村), Linwang(林旺村)